# The Flying Pickets
The Flying Pickets sind eine britische A-cappella-Formation, die in wechselnder Besetzung seit 1982 besteht. Mitglieder einer Theaterformation hatten die Idee, sich nach den mobilen Streikposten der englischen Bergarbeiter zu benennen und öffentlich aufzutreten.

## Biografie
Die erste Veröffentlichung der Flying Pickets war Live at the Albany Empire, eine Liveaufnahme eines ihrer Auftritte. Diese verkaufte sich so gut, dass ihnen das Label Virgin Records 1983 einen Plattenvertrag anbot.
Im Jahr 1984 konnte die Gruppe mit einer Coverversion des Yazoo-Hits Only You einen Nummer-eins-Hit in Deutschland landen. Bereits im November 1983 erreichte das Stück den ersten Platz der Single-Charts in Großbritannien; es war auch der Weihnachts-Nummer-eins-Hit jenes Jahres. In Österreich (Platz drei) und in der Schweiz (Platz vier) war die Single ebenfalls sehr erfolgreich. Das dazugehörige Album Lost Boys platzierte sich in Deutschland auf Position 44 und in England auf dem elften Platz. Mit When You’re Young and in Love (Platz sieben) und dem Eurythmics-Cover Who’s That Girl (Platz 71) schafften es noch zwei weitere Auskopplungen in die britische Single-Hitparade.

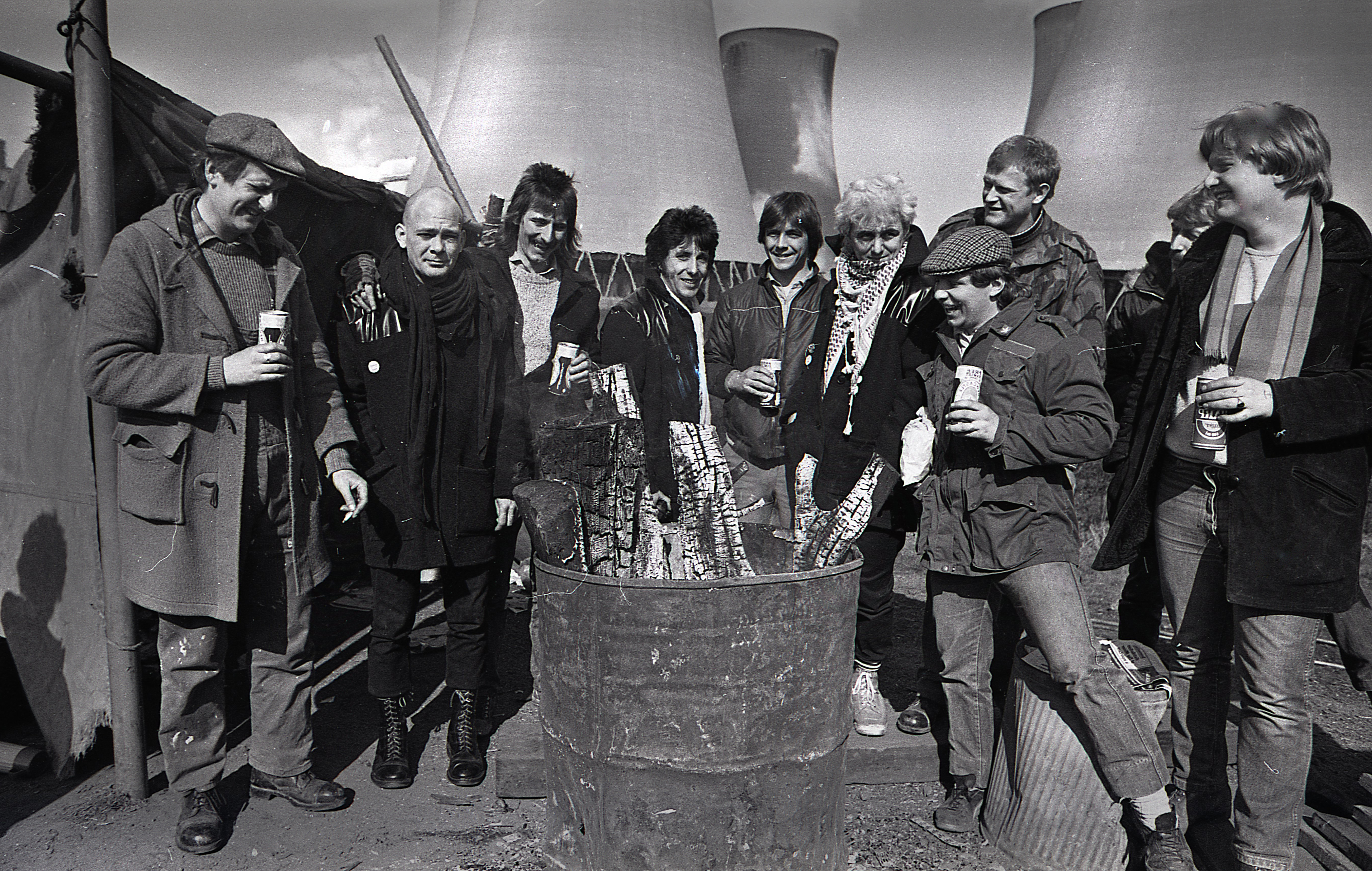
Die Flying Pickets zur Unterstützung des Bergarbeiterstreiks, Drax Power Station, 1984

Der Name „Flying Pickets“ bezieht sich auf die mobilen Streikposten, die sich auf Reisen begeben, um sich einem Streikposten anzuschließen, und spiegelt die radikalen sozialistischen politischen Ansichten der Gruppe wider. Der Höhepunkt der Bekanntheit der Gruppe fiel mit dem Bergarbeiterstreik von 1984 zusammen, als die National Union of Mineworkers zu Streiks aufrief, nachdem das britische National Coal Board die Schließung von 20 Zechen beschlossen hatte – ein Schritt, der rund 20.000 Arbeitsplätze kosten würde. Die Flying Pickets setzten sich während des Streiks für die Bergarbeiter ein und gerieten mit der Plattenfirma Virgin aneinander, nachdem sie Streikposten im Kraftwerk Drax in Yorkshire aufgestellt hatten. Sie traten auch bei Benefizkonzerten für die Bergarbeiter auf. Hibbard selbst behauptete, dass ihre politischen Überzeugungen sich wahrscheinlich nachteilig auf das Mainstream-Image der Gruppe auswirkten, aber es war ein Opfer, das sie bereit waren zu bringen; nach Angaben der Gruppe weigerte sich ein bekannter Plattenladen, die Alben der Gruppe zu verkaufen, weil sie den Streik unterstützten.
Trotz der sozialistischen Ansichten der Gruppe verkündete die konservative Premierministerin Margaret Thatcher unter großer Belustigung und Skepsis, dass „Only You“ ihre Lieblingsplatte sei. Eine zweite Single, eine Coverversion von Van McCoys „(When You're) Young and in Love“ (ursprünglich für Ruby and the Romantics geschrieben), erreichte im Vereinigten Königreich Platz 7, aber ihre dritte Single, eine Coverversion von „Who's That Girl“ von den Eurythmics, erreichte kaum die Charts.
Traditionell haben die Flying Pickets fünf Mitglieder, zeitweise waren es sechs. 1986 verließen bei dem ersten Besetzungswechsel Brian Hibbard und Red Stripe die Band. Seit 1991 ist mit dem Ausstieg von Garreth Williams kein Mitglied der ursprünglichen Besetzung mehr dabei. Die Band ist seither häufigen Mitgliederumbesetzungen unterworfen, veröffentlicht aber nach wie vor neue Alben und tourt oft durch Europa. Das Repertoire der Flying Pickets umfasst überwiegend Coverversionen wie beispielsweise von Prince und vereinzelt eigene Kompositionen. Das Album Blue Money erreichte 1990 Platz 17 der österreichischen Charts.
Zum Ende des Jahres 2012 wechselte der Bass Andrea Figallo zur deutschen A-cappella-Gruppe Wise Guys, wo er bis 2016 Mitglied blieb.
Obwohl seit 1990 keines der Gründungsmitglieder mehr der Gruppe angehört, nehmen die Flying Pickets weiterhin Alben auf und gehen nach wie vor auf Tour.

## Diskografie

### Studioalben
| Jahr | Titel                      | Höchstplatzierung, Gesamtwochen, AuszeichnungChartplatzierungen (Jahr, Titel, Platzierungen, Wochen, Auszeichnungen, Anmerkungen) | Höchstplatzierung, Gesamtwochen, AuszeichnungChartplatzierungen (Jahr, Titel, Platzierungen, Wochen, Auszeichnungen, Anmerkungen) | Höchstplatzierung, Gesamtwochen, AuszeichnungChartplatzierungen (Jahr, Titel, Platzierungen, Wochen, Auszeichnungen, Anmerkungen) | Höchstplatzierung, Gesamtwochen, AuszeichnungChartplatzierungen (Jahr, Titel, Platzierungen, Wochen, Auszeichnungen, Anmerkungen) | Anmerkungen                                                             |
| Jahr | Titel                      | DE | AT | CH | UK | Anmerkungen                                                             |
| ---- | -------------------------- | --- | --- | --- | --- | ----------------------------------------------------------------------- |
| 1983 | Live at the Albany Empire! | — | — | — | UK48 Silber · (11 Wo.)UK | Erstveröffentlichung: 1982 Produzenten: The Flying Pickets, John Sherry |
| 1984 | Lost Boys                  | DE44 (3 Wo.)DE | — | — | UK11 Silber · (11 Wo.)UK | Produzenten: The Flying Pickets, John Sherry                            |
| 1990 | Blue Money                 | — | AT17 (12 Wo.)AT | — | — | Produzent: Herwig Ursin                                                 |

Weitere Alben
- 1985: The Flying Pickets Live
- 1987: Waiting for Trains
- 1989: At Work
- 1992: The Warning
- 1994: The Original Flying Pickets (Volume One)
- 1996: Politics of Need
- 1998: Vox Pop
- 2003: Next Generation: Live in Hamburg
- 2005: Everyday
- 2008: Big Mouth
- 2010: Only Yule

### Kompilationen
- 1988: The Best of the Flying Pickets
- 1991: The Best Of
- 2005: Only You: The Best of the Flying Pickets

### Singles
| Jahr | Titel Album                             | Höchstplatzierung, Gesamtwochen/‑monate, AuszeichnungChartplatzierungen (Jahr, Titel, Album, Platzierungen, Wochen/Monate, Auszeichnungen, Anmerkungen) | Höchstplatzierung, Gesamtwochen/‑monate, AuszeichnungChartplatzierungen (Jahr, Titel, Album, Platzierungen, Wochen/Monate, Auszeichnungen, Anmerkungen) | Höchstplatzierung, Gesamtwochen/‑monate, AuszeichnungChartplatzierungen (Jahr, Titel, Album, Platzierungen, Wochen/Monate, Auszeichnungen, Anmerkungen) | Höchstplatzierung, Gesamtwochen/‑monate, AuszeichnungChartplatzierungen (Jahr, Titel, Album, Platzierungen, Wochen/Monate, Auszeichnungen, Anmerkungen) | Anmerkungen                                                                            |
| Jahr | Titel Album                             | DE | AT | CH | UK | Anmerkungen                                                                            |
| ---- | --------------------------------------- | --- | --- | --- | --- | -------------------------------------------------------------------------------------- |
| 1983 | Only You Lost Boys                      | DE1 (20 Wo.)DE | AT3 (3 Mt.)AT | CH2 (12 Wo.)CH | UK1 Gold · (12 Wo.)UK | Erstveröffentlichung: November 1983 Autor: Vince Clarke Original: Yazoo, 1982          |
| 1984 | When You’re Young and in Love Lost Boys | — | — | — | UK7 (8 Wo.)UK | Erstveröffentlichung: April 1984 Autor: Van McCoy Original: Ruby & the Romantics, 1964 |
| 1984 | So Close Lost Boys                      | — | — | — | UK88 (2 Wo.)UK | Autor: Rick Lloyd                                                                      |
| 1984 | Who’s That Girl Lost Boys               | — | — | — | UK71 (1 Wo.)UK | Autoren: Annie Lennox, David A. Stewart Original: Eurythmics, 1983                     |
| 1985 | Only the Lonely The Best Of             | — | — | — | UK79 (3 Wo.)UK | Autoren: Joe Melson, Roy Orbison Original: Roy Orbison mit Bob Moore’s Orchestra, 1960 |

Weitere Singles
- 1984: Si no estás (spanische Version von Only You)
- 1984: Nur dein Clown (deutsche Version von Only You)
- 1984: Remember This
- 1985: Groovin’ (EP)
- 1986: Take My Breath Away
- 1991: Crazy Love
- 1991: Englishman in New York
- 1992: Mama Loo
- 1994: Under the Bridge
- 1996: Set Me Down Easy
- 1996: Dream a Little Dream
- 1997: Girl, You’ll Be a Woman Soon
- 1997: Les yeux Revolver
- 1998: Eternal Flame
- 1998: Every Little Thing She Does Is Magic
- 1998: The Look in Her Eyes
- 1999: Only You Remix 2000